# Перлов, Иван Петрович
Иван Петрович Перлов (1893 с. Куково, Рязанская губерния — 29 декабря 1934 Талдом? Московской области) — краевед, один из организаторов и второй директор Зарайского краеведческого музея.

## Биография

### Ранние годы
Родился в 1893 году в семье настоятеля храма Успения Пресвятой Богородицы в селе Куково Зарайского уезда Рязанской губернии священника Петра Стефановича Перлова. Окончил Зарайское духовное училище (1908) и Рязанскую духовную семинарию (1914). Его одноклассником по училищу, а также риторическому и философскому отделению семинарии был выдающийся советский лингвист В. В. Виноградов. По словам Б. С. Амурского, в 1914 году поступил на исторический факультет Казанского университета, который не окончил из-за начавшейся революции (подтверждающие эту версию документы на сегодняшний день не выявлены). Вернувшись в 1918 г. из Казани в Зарайск, поступил в Рязанское художественное училище, по окончании которого решением Зарайского уездного исполкома был назначен директором краеведческого музея.

### Организация музея
Уездный краеведческий музей формировался на основе Сельскохозяйственного музея, созданного земством ещё до революции. С началом революции музею пришлось спасать культурные ценности, разграбляемые и уничтожаемые в обезлюдевших помещичьих усадьбах. И. П. Перлов и его коллеги смогли спасти сотни произведений искусства, редких книг и документов, а также собрать интересную этнографическую коллекцию. В 1920-х гг. активно противостоял планировавшемуся поглощению Зарайского музея Рязанским губернским музеем. Несогласие с передачей в Рязанский губернский музей коллекции, собранной на основе материалов из национализированных усадеб Зарайского уезда, и попытка сохранить наиболее ценные материалы в Зарайске, вероятно, привели к возбуждению первого уголовного дела против него. Следственными органами был обнаружен в доме И. П. Перлова ряд музейных экспонатов, что позволило обвинить директора в растрате государственного имущества. Осужден в 1928 г. к полутора годам тюрьмы.
На основе собранных материалов И. П. Перлов вместе с эмиссаром Главнауки по Рязанской губернии Л. М. Весельчаковым создал естественно-исторический, историко-революционный, социально-экономический и другие отделы. При музее была организована публичная научная библиотека. Вокруг музея возник кружок из представителей местной интеллигенции, среди которых были агроном Ан. В. Иванов, публицист А. К. Энгельмейер, историк К. И. Морозов и др. На волне общего подъёма краеведческого движения в стране И. П. Перлов выступил инициатором создания Зарайского краеведческого общества и Общества любителей естествознания. На их заседаниях он выступал с докладами «О доисторической жизни местного края», «Краеведение и искусство», «Об охране памятников искусства и старины» и др. В это же время проводились археологические исследования археологических памятников, изучалась история Зарайска и окружающих территорий.
Активная жизненная позиция И. П. Перлова проявилась также в деле спасения от разорения кремлёвских соборов. В начале 1920-х гг. И. П. Перлов, как член Соборного совета, предпринимает попытки сохранить ценности Никольского собора в Зарайском кремле. В конечном итоге директору указали на его «непролетарское» происхождение и вынудили покинуть город.
Однако музейное дело Иван Петрович не бросил. Вместе с семьёй он переехал в подмосковную Истру и поступил на службу в опытно-показательный музей. Здесь он увлечённо занялся изучением ансамбля Новоиерусалимского монастыря, местных кустарных промыслов, участвовал в художественной жизни.
В 1933 году И. П. Перлов был арестован и отправлен в Бутырскую тюрьму. Судя по всему, арест был вызван его сопротивлением разбазариванию ценностей, поступавших в больших количествах в истринский музей. Однако обвинение не подтвердилось, и И. П. Перлов вышел на свободу, вернулся в Зарайск и вскоре переехал в Талдом, где возглавил краеведческий музей. 29 декабря 1934 года он умер.

## Публикации
Перлов И. П. Зарайские укрепления XVI—XVII вв. // Тр. / Зарайский Краевой музей. — Вып. 1. — Зарайск: Изд. Зарайского краевого музея, 1927.